# Rodulfo Figueroa
Rodulfo Figueroa Esquinca (Hacienda del Valle de Cintalapa, Chiapas, 4 de agosto de 1866 - Cintalapa, 7 de julio de 1899) fue un poeta y médico mexicano.

## Biografía

### Familia y formación
Sus padres fueron Esteban Figueroa y Cecilia Esquinca, sus abuelos paternos Cristóbal Figueroa y María Selvas, y sus abuelos maternos José Gabriel Esquinca y María Loreto Calvo. Vivió de niño en la hacienda ganadera "«Santiago del Valle de Cintalapa»". Tuvo seis hermanos varones y cinco mujeres.
Sus primeras letras las aprendió en la escuela del maestro Juan Benavides en la Ciudad de Tuxtla Gutiérrez, concluyendo la primaria bajo la enseñanza del profesor Enrique Merchant. El Ciclo de preparatoria lo realizó en el Instituto Nacional Central para Varones de Guatemala y con magníficas calificaciones se graduó de bachiller en el año de 1885.
Los hechos culminantes en estos primeros años se pueden condensar en sus magníficos estudios, ya que de veinticinco cursos recibidos en Guatemala, en veintitrés de ellos ganó menciones honoríficas y medallas de oro; al terminar la carrera de médico cirujano tenía más notas sobresalientes que años de edad.
Los primeros versos se publicaron en las columnas de la revista Juventud Literaria en el año de 1888, editada en la Ciudad de México, en donde se dio a conocer al lado de grandes literarios como Ignacio M. Altamirano, Justo Sierra, José Peón Contreras, Manuel José Othón, Juan de Dios Peza y Manuel Gutiérrez Nájera. En esa revista dio a conocer sus versos A mi padre en su cumpleaños y La Muerta.
Después se publicaron sus versos en la revista El Mundo Ilustrado que también se editaba en la capital de la República, entre otros El Toro Salvaje.
Solamente un año permaneció en la Ciudad de México; por motivos de salud, regresó al estado de Chiapas. Cuando mejoró, sus padres determinaron que sus estudios profesionales los hiciera en la Ciudad de Guatemala. Se embarcó por primera vez en Puerto Arista, municipio de Tonalá, con destino al puerto de San José de la república de Guatemala y de ahí a la capital para ingresar a la Escuela Facultativa de Medicina, en donde efectuó brillantes estudios que culminaron el 21 de octubre de 1893, fecha en que recibió el título de Médico Cirujano, de manos del general José María Reina Barrios, presidente de la República de Guatemala, quien en el mismo acto le impuso la Medalla del Mérito, con motivo del primer premio que obtuvo en el concurso nacional, por haber escrito la mejor tesis, sobre el modo de conservar indefinidamente el fruido vacuno y de la propagación de la vacuna en todo el país, especialmente entre la raza indígena.
La Revista Literaria de Bogotá, que se editaba en la República de Colombia, imprimió en sus páginas y comentó favorablemente sus poemas, elogiando su composición poética El Número 339.

### La Sandunga
Según una historia tradicional, en 1895 llegó a la finca Santiago, en busca de salud, Fernando Ramírez, juchiteco que tenía la habilidad de tocar la guitarra, y con mucha frecuencia ejecutaba La Sandunga, siendo él quien la popularizó por todo el valle. Seguramente esa música sirvió de inspiración al poeta para componer el texto del mismo nombre. Le gustó tanto al poeta Figueroa este ritmo cadencioso que logró que los hermanos Clemente, marimbistas famosos de aquella época, tocaran en la marimba la famosa “Sandunga”. Se cuenta que cierta noche estando el poeta en esta población de Cintalapa en reunión de varios amigos fueron de ventana en ventana con aquella marimba, llevando gallo a las novias, y cuando terminó la parranda, el poeta Figueroa y don Emilio Esponda se dirigieron a la casa de Francisco Guzmán, con objeto de descansar, y mientras Emilio Esponda dormitaba y don Panchito servía el café en la mesa del comedor, el doctor Figueroa escribía entre sorbo y sorbo su bello poema “La Sandunga”.

### Vida amorosa
En 1882, contando ya con 20 años de edad, se enamoró de una mujer perteneciente a la servidumbre de la gran hacienda de Santiago, su madre siendo una conservadora, aferrada a una moral en donde lo que prevalece es el status social, rechaza tajantemente la relación y es secundada por don Esteban, que deciden enviar a Rodulfo a estudiar el bachillerato a la Ciudad de México. Por problemas cardiacos, la altura de México daña severamente la salud del poeta, así que se traslada a Guatemala a terminar sus estudios bachilleratos y ahí comienza la empresa de estudiar medicina. En Guatemala su estadía se torna solitaria, pues aunque conoce mujeres que levemente mitigan el sentimiento, el recuerdo de la antigua amada lo agobia, así que recurre a los libros y la escritura para su consuelo. En la universidad de San Carlos de Guatemala, es editor de dos revistas médicas, “La Juventud Médica” y “La Escuela de Medicina” Posteriormente conoce a una hermosa hondureña llamada Luisa Martines, con la que por fin el dolor adquirido con su relación amorosa pasada llega a su fin. Pero la sombra de la muerte cae sobre Rodulfo, y en 1894, comienza a sentir fuertes dolores de cabeza, es cuando lamentablemente le detectan un tumor cerebral, tiene que dejar a Luisa y regresar a Cintalapa al seno materno, pues su estado declina en demasía.

### Muerte
Falleció el 7 de julio de 1899, casi a los treinta y tres años. Sus restos descansaban en la ermita de la Finca Santiago y de este lugar fueron sacados para colocarlos en el pedestal del busto que en su memoria se encuentra en el parque central (zócalo) de la ciudad de Cintalapa de Figueroa, y de ahí a su ubicación actual en la casa de la cultura de la ciudad de Cintalapa de Figueroa.

### Obra
La primera edición de una obra del autor fue en 1890, con el poema Olvido, pequeño poema en tres cantos. En 1901 fue impresa en Ciudad Juárez por Escobar Hermanos Poesías, dos años después de su muerte. Más adelante se hicieron ediciones aisladas de ciertos poemas en periódicos de la entidad, hasta la publicación de Lira Chiapaneca en 1927, editada en la ciudad de Tuxtla Gutiérrez, por el Gobierno del Estado de Chiapas, bajo la dirección de don Vicente Liévano. Esta edición se agotó rápidamente y su sobrino Amadeo Figueroa realizó en 1958 una impresión más, con el título de Poesías Completas. En realidad el título no corresponde exactamente a toda su obra, pero sí se procuró insertar lo mejor de su producción, más un prólogo de Andrés Serra Rojas, doctor en Derecho de la Universidad Nacional Autónoma de México. Hasta el momento la obra carece de un aparato crítico y la atención de la academia, a diferencia de otros autores chiapanecos.